# Långholmen (söder om Kälkö, Raseborg)
Långholmen är en ö i Finland. Den ligger i Finska viken och i kommunen Raseborg i landskapet Nyland, i den södra delen av landet. Ön ligger omkring 69 kilometer väster om Helsingfors.
Öns area är 4,1 hektar och dess största längd är 0,5 kilometer i nord-sydlig riktning.